# アイノケダモノ/同窓生
「アイノケダモノ/同窓生」（アイノケダモノ/どうそうせい）は、2023年6月14日にアップフロントワークス（hachamaレーベル）から発売、および配信されたアンジュルムの15枚目のシングル。

## 概要
- 2期メンバーである竹内朱莉にとっては在籍時最後の参加シングル。
- アンジュルムのシングルにつんく制作の楽曲が収録されるのは27thシングル『全然起き上がれないSUNDAY』以来3年7か月、5作ぶりである。
- 初回生産限定盤A・B・スペシャル（以下SP）、通常盤A・Bの5形態での発売。SPを含む初回生産限定盤はCD+Blu-ray Disc、通常盤はCDのみの商品構成。通常盤の初回仕様のみ、トレカサイズ生写真ソロ10種+集合1種よりランダムにて1枚封入（通常盤Aは「アイノケダモノ」Ver.、通常盤Bは「同窓生」Ver.）。
- 竹内朱莉ソロ曲「行かなくちゃ」のミュージック・ビデオは、6月21日24時よりiTunes・レコチョクにて配信がスタートした[5]。

## 収録曲

### 初回生産限定盤A・B・SP・通常盤A・B
1. アイノケダモノ
作詞：西野蒟蒻、作曲・編曲：平田祥一郎
  - CBCラジオ「マンプレ」[6]
  - 6月度tbcイチオシパワープレイ[6]
  - 文化放送「レコメン!」[6]
  - ABS秋田放送「まちなか SESSION エキマイク」[6]
  - 山口放送「KRY Morning Up」10時台エンディング曲[6]
  - 栃木放送マンスリーパワープレイ[6]
  - ラジオ日本「6月後半パワーチューン」[6]
  - 文化放送「西川あやの おいでよ!クリエイティ部」[6]
  - 山梨放送「909 Weekly Tune」[6]
  - スペースシャワーTVプラス「ヘビロテ!」[6]
2. 同窓生
作詞・作曲：つんく、編曲：平田祥一郎
3. 行かなくちゃ / 竹内朱莉
作詞・作曲：堂島孝平、編曲：炭竃智弘
4. アイノケダモノ（Instrumental）
5. 同窓生（Instrumental）
6. 行かなくちゃ（Instrumental）

### 初回限定盤Blu-ray Disc
- A
  - アイノケダモノ（Music Video）
  - アイノケダモノ（Dance Shot Ver.）
  - アイノケダモノ（メイキング映像）

- B
  - 同窓生（Music Video）
  - 同窓生（Close-up Ver.）
  - 同窓生（メイキング映像）

- SP（BD『BIG LOVE』発売記念スペシャルイベント(3月14日 KT Zepp Yokohama)）
  - OPENING
  - 愛・魔性
  - 愛されルート A or B?
  - MC
  - Survive～生きてく為に夢を見んだ
  - Sister Sister
  - MC
  - 46億年LOVE
  - 愛すべきべき Human Life

## Blu-ray Discシングル

### シングルV「行かなくちゃ」

#### 収録曲
1. 行かなくちゃ(Music Video)
2. アイノケダモノ(feat.竹内朱莉 Ver.)
3. 同窓生(feat.竹内朱莉 Ver.)
4. 行かなくちゃ(メイキング映像)

## リリース日一覧
| 地域 | リリース日    | レーベル               | 規格                          | カタログ番号                       |
| ---- | ------------- | ---------------------- | ----------------------------- | ---------------------------------- |
| 日本 | 2023年6月14日 | hachama/UP-FRONT WORKS | CDマキシシングル+Blu-ray Disc | HKCN-50758〜9（初回生産限定盤A）   |
| 日本 | 2023年6月14日 | hachama/UP-FRONT WORKS | CDマキシシングル+Blu-ray Disc | HKCN-50760〜1（初回生産限定盤B）   |
| 日本 | 2023年6月14日 | hachama/UP-FRONT WORKS | CDマキシシングル+Blu-ray Disc | HKCN-50762〜3（初回生産限定盤SP）  |
| 日本 | 2023年6月14日 | hachama/UP-FRONT WORKS | CDマキシシングル              | HKCN-50764（通常盤A）              |
| 日本 | 2023年6月14日 | hachama/UP-FRONT WORKS | CDマキシシングル              | HKCN-50765（通常盤B）              |
| 日本 | 2023年6月14日 | hachama/UP-FRONT WORKS | ダウンロードシングル          | HKCN-50740（LC-AAC）               |
| 日本 | 2023年6月14日 | hachama/UP-FRONT WORKS | ダウンロードシングル          | HKCN-50740-HR（FLAC・96kHz/24bit） |

## 参加メンバー
- 2期：竹内朱莉
- 3期：佐々木莉佳子
- 4期：上國料萌衣
- 6期：川村文乃
- 7期：伊勢鈴蘭
- 8期：橋迫鈴
- 9期：川名凜、為永幸音、松本わかな
- 10期：平山遊季